# Austroarcturus dayi
Austroarcturus dayi är en kräftdjursart som först beskrevs av Brian Frederick Kensley 1977.  Austroarcturus dayi ingår i släktet Austroarcturus och familjen Holidoteidae. Inga underarter finns listade i Catalogue of Life.